# Louis Antoine Francois Baillon
Louis Antoine François Baillon (20 de gener de 1778 – 3 de desembre de 1855) va ser un botànic i naturalista francès. Nasqué a Montreuil-sur-Mer i morí a Abbeville.
Treballà pel Muséum national d'histoire naturelle francès de 1798 a 1790. 'especialitzà en els esquelet dels cetacis i va fer una monografia sobre la fauna d'Abbeville.